# Insalata di uova
L'insalata di uova è un alimento di origini sconosciute.

## Descrizione
L'insalata di uova è un alimento di facile preparazione. Si ottiene mescolando le uova sode o strapazzate a un amalgamante (ad es. maionese, senape, burro ammorbidito) e altri ingredienti aggiuntivi che possono essere, a seconda dei casi, verdure e sottaceti tritati, relish e spezie. L'alimento funge solitamente da ripieno per i panini e le uova sode.
Esistono delle varianti dell'insalata di uova tipiche di particolari contesti geografici. Quella ebraica, ad esempio, ha lo schmaltz (grasso di pollo o di oca chiarificato) oltre alle cipolle e, se desiderato, il gribenes (una pietanza con pelle di pollo della cucina aschenazita); viene mangiata con pani tipici tra cui la challah durante lo Shabbat o la matzah. In Giappone l'insalata di uova funge da ripieno per i panini (tamago sando) e viene preparata usando la maionese locale, che ha un sapore dolce.

## Storia
L'insalata di uova nacque presumibilmente in Occidente dopo l'invenzione della maionese. L'alimento iniziò a essere usato negli Stati Uniti come companatico per i panini nell'Ottocento. Allo stesso periodo risalgono i panini con le uova giapponesi, nati sulla falsariga di quelli occidentali e pertanto tra i primi esempi di cucina fusion. Dapprima destinati alle sale da tè, questi panini sono oggi popolarissimi in tutto il Giappone. L'insalata di uova viene citata nel Boston Cooking-School Cook Book di Fannie Farmer, pubblicato nel 1896. Il panino con l'insalata di uova è popolarissimo negli Stati Uniti, ove si festeggia, dal 12 al 18 aprile di ogni anno, la settimana nazionale dedicata all'alimento.

## Alimenti simili
In una sua variante, l'insalata russa contiene le uova sode.